# Popis stanovništva u Bosni i Hercegovini 1910.
Popis stanovništva u Bosni i Hercegovini je izvršen 1910. godine. Po popisu stanovništva na površini od 51.200 km2, 1910. godine u Bosni i Hercegovini živjelo je 1.898.044 stanovnika. 
- Broj stanovnika: 1.898.044
- Broj stanovnika ženskog spola: 903.192 ( -91.662)
- Broj stanovnika muškog spola: 994.854
- Broj žena u odnosu prema broju muškaraca 908 : 1000
- Broj domaćinstava: 310.339
- Veličina prosječnog domaćinstva: 6.1 članova/domaćinstvu
- Gustoća naseljenosti: 37.1 stanovnika/km2
- Prosječna starost žena: - godina
- Prosječna starost muškaraca: - godina

## Ukupni rezultati po vjerskoj pripadnosti
| Vjeroispovjest     | Broj    | Udio    |
| srpski pravoslavci | 825.418 | 43.49 % |
| muslimani          | 612.137 | 32.25 % |
| rimokatolici       | 434.061 | 22.87 % |
| židovi             | 11.868  | 0.62 %  |
| ostali             | 14.560  | 0.77 %  |

## Vanjske poveznice
- Osztrák–Magyar Monarchia - 1910 Daten der Volkszählung 1910 (.xls)